# Gran Premio motociclistico di Gran Bretagna 2019
Il Gran Premio motociclistico di Gran Bretagna 2019 è stato la dodicesima prova su diciannove del motomondiale 2019, disputato il 25 agosto sul circuito di Silverstone. Le vittorie nelle tre classi sono andate rispettivamente a: Álex Rins in MotoGP,  Augusto Fernández in Moto2 e Marcos Ramírez in Moto3.
La prova britannica torna a disputarsi dopo che l'anno precedente le gare erano state annullate a causa delle condizioni impraticabili della pista.

## MotoGP

### Arrivati al traguardo
| Pos. | Nº | Pilota            | Squadra                     | Motocicletta       | Giri | Tempo     | Griglia | Punti |
| ---- | -- | ----------------- | --------------------------- | ------------------ | ---- | --------- | ------- | ----- |
| 1º   | 42 | Álex Rins         | Suzuki Ecstar               | Suzuki GSX-RR      | 20   | 40'12.799 | 5º      | 25    |
| 2º   | 93 | Marc Márquez      | Repsol Honda                | Honda RC213V       | 20   | +0,013    | 1º      | 20    |
| 3º   | 12 | Maverick Viñales  | Monster Energy Yamaha       | Yamaha YZR-M1      | 20   | +0,620    | 6º      | 16    |
| 4º   | 46 | Valentino Rossi   | Monster Energy Yamaha       | Yamaha YZR-M1      | 20   | +11,439   | 2º      | 13    |
| 5º   | 21 | Franco Morbidelli | Petronas Yamaha SRT         | Yamaha YZR-M1      | 20   | +13,109   | 8º      | 11    |
| 6º   | 35 | Cal Crutchlow     | LCR Honda Castrol           | Honda RC213V       | 20   | +19,169   | 9º      | 10    |
| 7º   | 9  | Danilo Petrucci   | Ducati Team                 | Ducati Desmosedici | 20   | +19,682   | 11º     | 9     |
| 8º   | 43 | Jack Miller       | Pramac Racing               | Ducati Desmosedici | 20   | +20,318   | 3º      | 8     |
| 9º   | 44 | Pol Espargaró     | Red Bull KTM Factory Racing | KTM RC16           | 20   | +21,079   | 13º     | 7     |
| 10º  | 29 | Andrea Iannone    | Aprilia Racing Team Gresini | Aprilia RS-GP      | 20   | +25,144   | 17º     | 6     |
| 11º  | 63 | Francesco Bagnaia | Pramac Racing               | Ducati Desmosedici | 20   | +40,317   | 18º     | 5     |
| 12º  | 50 | Sylvain Guintoli  | Suzuki Ecstar               | Suzuki GSX-RR      | 20   | +45,478   | 19º     | 4     |
| 13º  | 55 | Hafizh Syahrin    | Red Bull KTM Tech 3         | KTM RC16           | 20   | +54,783   | 20º     | 3     |
| 14º  | 99 | Jorge Lorenzo     | Repsol Honda                | Honda RC213V       | 20   | +56,651   | 21º     | 2     |
| 15º  | 17 | Karel Abraham     | Reale Avintia Racing        | Ducati Desmosedici | 20   | +1'29.282 | 22º     | 1     |
| 16º  | 53 | Esteve Rabat      | Reale Avintia Racing        | Ducati Desmosedici | 20   | +1'31.716 | 16º     |       |
| 17º  | 30 | Takaaki Nakagami  | LCR Honda Idemitsu          | Honda RC213V       | 20   | +1'40.420 | 10º     |       |

### Ritirati
| Nº | Pilota           | Squadra                     | Motocicletta       | Giri | Griglia |
| -- | ---------------- | --------------------------- | ------------------ | ---- | ------- |
| 41 | Aleix Espargaró  | Aprilia Racing Team Gresini | Aprilia RS-GP      | 19   | 12º     |
| 88 | Miguel Oliveira  | Red Bull KTM Tech 3         | KTM RC16           | 8    | 15º     |
| 5  | Johann Zarco     | Red Bull KTM Factory Racing | KTM RC16           | 8    | 14º     |
| 20 | Fabio Quartararo | Petronas Yamaha SRT         | Yamaha YZR-M1      | 0    | 4º      |
| 4  | Andrea Dovizioso | Ducati Team                 | Ducati Desmosedici | 0    | 7º      |

## Moto2

### Arrivati al traguardo
| Pos. | Nº | Pilota                | Squadra                     | Motocicletta | Giri | Tempo     | Griglia | Punti |
| ---- | -- | --------------------- | --------------------------- | ------------ | ---- | --------- | ------- | ----- |
| 1º   | 40 | Augusto Fernández     | Flexbox HP 40               | Kalex        | 18   | 37'41.833 | 3º      | 25    |
| 2º   | 9  | Jorge Navarro         | Campetella Speed Up         | Speed Up     | 18   | +0,489    | 2º      | 20    |
| 3º   | 41 | Brad Binder           | Red Bull KTM Ajo            | KTM          | 18   | +0,571    | 8º      | 16    |
| 4º   | 87 | Remy Gardner          | Onexox TKKR SAG             | Kalex        | 18   | +0,738    | 4º      | 13    |
| 5º   | 45 | Tetsuta Nagashima     | Onexox TKKR SAG             | Kalex        | 18   | +3,276    | 7º      | 11    |
| 6º   | 21 | Fabio Di Giannantonio | Campetella Speed Up         | Speed Up     | 18   | +9,065    | 10º     | 10    |
| 7º   | 7  | Lorenzo Baldassarri   | Flexbox HP 40               | Kalex        | 18   | +9,108    | 18º     | 9     |
| 8º   | 12 | Thomas Lüthi          | Dynavolt Intact GP          | Kalex        | 18   | +9,355    | 12º     | 8     |
| 9º   | 10 | Luca Marini           | SKY Racing Team VR46        | Kalex        | 18   | +13,119   | 6º      | 7     |
| 10º  | 97 | Xavi Vierge           | EG 0,0 Marc VDS             | Kalex        | 18   | +13,753   | 5º      | 6     |
| 11º  | 27 | Iker Lecuona          | American Racing KTM         | KTM          | 18   | +16,326   | 15º     | 5     |
| 12º  | 88 | Jorge Martín          | Red Bull KTM Ajo            | KTM          | 18   | +16,382   | 19º     | 4     |
| 13º  | 54 | Mattia Pasini         | Tasca Racing                | Kalex        | 18   | +16,829   | 14º     | 3     |
| 14º  | 23 | Marcel Schrötter      | Dynavolt Intact GP          | Kalex        | 18   | +17,843   | 13º     | 2     |
| 15º  | 5  | Andrea Locatelli      | Italtrans Racing            | Kalex        | 18   | +19,836   | 16º     | 1     |
| 16º  | 35 | Somkiat Chantra       | Idemitsu Honda Team Asia    | Kalex        | 18   | +20,920   | 22º     |       |
| 17º  | 62 | Stefano Manzi         | MV Agusta Temporary Forward | MV Agusta F2 | 18   | +21,159   | 17º     |       |
| 18º  | 77 | Dominique Aegerter    | MV Agusta Temporary Forward | MV Agusta F2 | 18   | +22,746   | 20º     |       |
| 19º  | 72 | Marco Bezzecchi       | Red Bull KTM Tech 3         | KTM          | 18   | +23,366   | 24º     |       |
| 20º  | 11 | Nicolò Bulega         | SKY Racing Team VR46        | Kalex        | 18   | +23,707   | 11º     |       |
| 21º  | 64 | Bo Bendsneyder        | NTS RW Racing GP            | NTS          | 18   | +23,906   | 21º     |       |
| 22º  | 16 | Joe Roberts           | American Racing KTM         | KTM          | 18   | +28,918   | 31º     |       |
| 23º  | 96 | Jake Dixon            | Sama Qatar Ángel Nieto Team | KTM          | 18   | +31,491   | 23º     |       |
| 24º  | 65 | Philipp Öttl          | Red Bull KTM Tech 3         | KTM          | 18   | +40,541   | 26º     |       |
| 25º  | 4  | Steven Odendaal       | NTS RW Racing GP            | NTS          | 18   | +47,477   | 28º     |       |
| 26º  | 3  | Lukas Tulovic         | Kiefer Racing               | KTM          | 18   | +53,613   | 27º     |       |
| 27º  | 18 | Xavier Cardelús       | Sama Qatar Ángel Nieto Team | KTM          | 18   | +57,669   | 30º     |       |
| 28º  | 19 | Teppei Nagoe          | Idemitsu Honda Team Asia    | Kalex        | 18   | +59,780   | 29º     |       |

### Ritirati
| Nº | Pilota        | Squadra                 | Motocicletta | Giri | Griglia |
| -- | ------------- | ----------------------- | ------------ | ---- | ------- |
| 22 | Sam Lowes     | Federal Oil Gresini     | Kalex        | 17   | 9º      |
| 38 | Bradley Smith | Petronas Sprinta Racing | Kalex        | 8    | 25º     |
| 73 | Álex Márquez  | EG 0,0 Marc VDS         | Kalex        | 5    | 1º      |

## Moto3

### Arrivati al traguardo
| Pos. | Nº | Pilota              | Squadra                     | Motocicletta | Giri | Tempo     | Griglia | Punti |
| ---- | -- | ------------------- | --------------------------- | ------------ | ---- | --------- | ------- | ----- |
| 1º   | 42 | Marcos Ramírez      | Leopard Racing              | Honda        | 17   | 37'50.443 | 9º      | 25    |
| 2º   | 14 | Tony Arbolino       | VNE Snipers                 | Honda        | 17   | +0.240    | 1º      | 20    |
| 3º   | 48 | Lorenzo Dalla Porta | Leopard Racing              | Honda        | 17   | +0.374    | 2º      | 16    |
| 4º   | 23 | Niccolò Antonelli   | SIC58 Squadra Corse         | Honda        | 17   | +0.425    | 5º      | 13    |
| 5º   | 24 | Tatsuki Suzuki      | SIC58 Squadra Corse         | Honda        | 17   | +0.495    | 11º     | 11    |
| 6º   | 71 | Ayumu Sasaki        | Petronas Sprinta Racing     | Honda        | 17   | +0.816    | 4º      | 10    |
| 7º   | 17 | John McPhee         | Petronas Sprinta Racing     | Honda        | 17   | +1.045    | 6º      | 9     |
| 8º   | 7  | Dennis Foggia       | SKY Racing Team VR46        | KTM          | 17   | +1.210    | 20º     | 8     |
| 9º   | 13 | Celestino Vietti    | SKY Racing Team VR46        | KTM          | 17   | +1.235    | 7º      | 7     |
| 10º  | 79 | Ai Ogura            | Honda Team Asia             | Honda        | 17   | +1.300    | 8º      | 6     |
| 11º  | 5  | Jaume Masiá         | Bester Capital Dubai        | KTM          | 17   | +1.921    | 13º     | 5     |
| 12º  | 40 | Darryn Binder       | CIP Green Power             | KTM          | 17   | +7.341    | 17º     | 4     |
| 13º  | 44 | Arón Canet          | Sterilgarda Max Racing Team | KTM          | 17   | +12.318   | 12º     | 3     |
| 14º  | 52 | Jeremy Alcoba       | Kömmerling Gresini          | Honda        | 17   | +12.620   | 22º     | 2     |
| 15º  | 21 | Alonso López        | Estrella Galicia 0,0        | Honda        | 17   | +12.861   | 21º     | 1     |
| 16º  | 84 | Jakub Kornfeil      | Redox PruestelGP            | KTM          | 17   | +13.034   | 29º     |       |
| 17º  | 16 | Andrea Migno        | Bester Capital Dubai        | KTM          | 17   | +13.114   | 15º     |       |
| 18º  | 25 | Raúl Fernández      | Sama Qatar Ángel Nieto Team | KTM          | 17   | +13.531   | 3º      |       |
| 19º  | 11 | Sergio García       | Estrella Galicia 0,0        | Honda        | 17   | +13.752   | 10º     |       |
| 20º  | 27 | Kaito Toba          | Honda Team Asia             | Honda        | 17   | +13.934   | 18º     |       |
| 21º  | 12 | Filip Salač         | Redox PruestelGP            | KTM          | 17   | +14.028   | 24º     |       |
| 22º  | 82 | Stefano Nepa        | Reale Avintia Arizona 77    | KTM          | 17   | +14.086   | 23º     |       |
| 23º  | 76 | Makar Yurchenko     | BOE Skull Rider Mugen Race  | KTM          | 17   | +14.362   | 19º     |       |
| 24º  | 61 | Can Öncü            | Red Bull KTM Ajo            | KTM          | 17   | +27.836   | 25º     |       |
| 25º  | 69 | Tom Booth-Amos      | CIP Green Power             | KTM          | 17   | +30.556   | 31º     |       |
| 26º  | 22 | Kazuki Masaki       | BOE Skull Rider Mugen Race  | KTM          | 17   | +30.706   | 26º     |       |
| 27º  | 54 | Riccardo Rossi      | Kömmerling Gresini          | Honda        | 17   | +30.746   | 27º     |       |
| 28º  | 73 | Maximilian Kofler   | Sama Qatar Ángel Nieto Team | KTM          | 17   | +53.880   | 28º     |       |
| 29º  | 96 | Brandon Paasch      | FPW Racing                  | KTM          | 17   | +1'03.928 | 30º     |       |

### Ritirati
| Nº | Pilota        | Squadra                     | Motocicletta | Giri | Griglia |
| -- | ------------- | --------------------------- | ------------ | ---- | ------- |
| 55 | Romano Fenati | VNE Snipers                 | Honda        | 9    | 14º     |
| 75 | Albert Arenas | Sama Qatar Ángel Nieto Team | KTM          | 4    | 16º     |